# 비안 나씨
비안 나씨(比安羅氏)는 경상북도 의성군 비안면을 본관으로 하는 한국의 성씨이다.
시조 나준기(羅俊奇)는 고려에서 사온사(司醞使)를 지냈다고 한다.

## 참고 자료
- “비안나씨(比安羅氏)”. 뿌리를 찾아서.[깨진 링크(과거 내용 찾기)]